# Аїши Манула
Аїши Манула (англ. Aishi Salum Manula; нар. 13 вересня 1995, Морогоро, Танзанія) — танзанійський футболіст, воротар клубу «Сімба».

## Клубна кар'єра
Народився в місті Морогоро. На юнацькому рівні розпочав кар'єру в клубі «Мтібва Шугер». 1 липня 2012 року 17-річний воротар підписав контракт з «Азамом», де спочатку виступав у юнацькій та молодіжній команді клубу. Проте завдяки вдалій грі швидко привернув увагу тренерського штабу першої команди, поступово почав залучатися до тренувань з першою командою клубу Дебютував на професіональному рівні у сезоні 2014/15 років. Після завершення контракту з ганським голкіпером Даніелем Агпеї став основним воротарем команди. Кольори клубу з Дар-ес-Саламу захищав до початку серпня 2017 року, за цей час у чемпіонаті Танзанії відіграв 4 матчі. У пресі спочатку з'являлися чутки про можливий перехід Аїши до різноманітних клубів, а згодом преса почала стверджувати про перехід до «Сімби». 8 серпня 2017 року Манула офіційно став гравцем гранда танзанійського футболу, клубу «Сімба». Допоміг своєму новому клубу завоювати кубок ліги, а також отримав індивідувальну нагороду — «Золоту рукавичку».

## Кар'єра в збірній
З 2015 року викликається до складу національної збірної Танзанії.